# Barton Henderson
Barton Henderson, szkocki curler, mistrz Europy z 1980.
Henderson na arenie międzynarodowej wystąpił dwukrotnie, po raz pierwszy jako skip w Mistrzostwach Świata 1980. Szkoci z bilansem 2 wygranych i 7 porażek uplasowali się na 8. pozycji. Pod koniec tego samego roku Henderson dowodził reprezentacją kraju w Hvidovre na Mistrzostwach Europy. Zespół z Aberdeen Round Robin zakończył z 8 wygranymi na koncie. Dało to 3. Miejsce razem z Francuzami (Claude Feige), z którymi musieli zmierzyć się o miejsce w półfinale. Mecz barażowy wynikiem 7:3 wygrali Szkoci. W półfinale pokonali Szwedów (Anders Eriksson) 7:3 by ostatecznie zdobyć złote medale wygrywając 6:4 nad Norwegami (Kristian Sørum). Ekipa Hendersona obroniła tytuł mistrzowski wywalczony rok wcześniej przez Jimmy'ego Waddella.

## Drużyna
|           | Czwarty          | Trzeci           | Drugi          | Otwierający        |
| --------- | ---------------- | ---------------- | -------------- | ------------------ |
| 2010/2011 | Greig Henderson  | Barton Henderson | Bill Henderson | Will Davidson-Gall |
| 1979/1981 | Barton Henderson | Greig Henderson  | Bill Henderson | Alistair Sinclair  |